# Hubbard (Oregon)
Pour les articles homonymes, voir Hubbard.
Hubbard est une ville américaine située dans l'État de l'Oregon et dans le Comté de Marion (Oregon).

## Démographie
Au recensement de 2010, sa population était de 3 173 habitants dont 958 ménages et 756 familles résidentes. La densité de population était de 1 725,5 habitants par kilomètre carré.
La répartition ethnique était de 73,3 % d'Euro-Américains et 26,7 % d'autres ascendances.
En 2000, le revenu moyen par habitant était de 14 383 dollars avec 14,8 % vivant sous le seuil de pauvreté.

## Source
- (en) Cet article est partiellement ou en totalité issu de l’article de Wikipédia en anglais intitulé « Hubbard, Oregon » (voir la liste des auteurs).